# Musculus buccinator
De musculus buccinator of wangspier is een dunne vierkantige spier gelegen in de ruimte tussen bovenkaak (maxilla) en onderkaak (mandibula), aan de kant van de wangen.

## Verloop
De spier ontspringt vanaf de buitenzijde van de bovenkaak en onderkaak, naast de drie achterste kiezen, en vanaf de voorste rand van de rhaphe pterygomandibularis die hem scheidt van de musculus constrictor pharyngis superior. De spiervezels convergeren naar de mondhoeken (de modiolus anguli oris), waar zij elkaar kruisen en de bovenste vezels naar het onderste segment, en de onderste vezels naar het bovenste segment van de musculus orbicularis oris uitstralen. Bovenste en onderste vezels lopen door tot aan de corresponderende onder- en bovenlip.

## Functie
De spier trekt de mondhoeken naar achter, en maakt de wangen plat. Hij wordt ook gebruikt bij kauwen en blazen. Bij sommige trompettisten is deze spier door veelvuldig spelen uitgerekt, waardoor de wangen extreem uitbollen (zie illustratie).

## Innervatie
Motorische innervatie komt van de motorische tak van de nervus facialis, en sensorische innervatie van de radix sensoria nervi trigemini.

## Aanvullende beelden

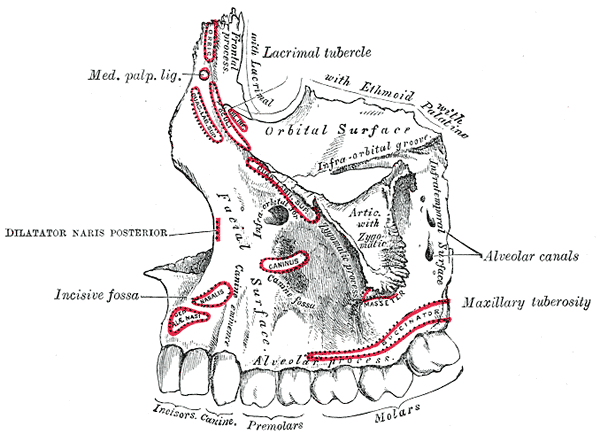
Linker bovenkaak. Buitenzijde.
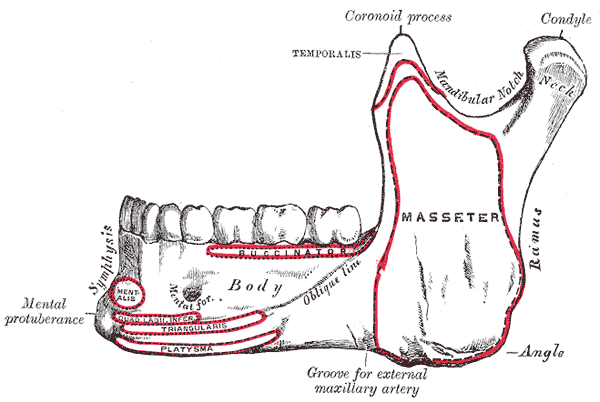
Onderkaak. Buitenzijde, zijaanzicht.
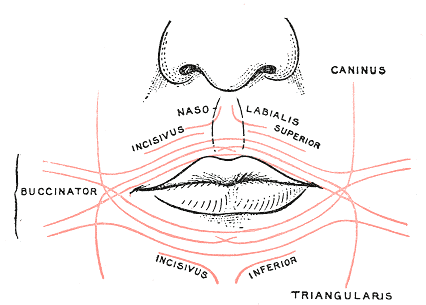
Beeld van de vezels van de musculus orbicularis oris.